# De Hoop (Rietlanden)
De Hoop was de naam van een van de drie houtzaagmolens in Amsterdam die aan de Zaagmolensloot stonden. Deze sloot was een doodlopende zijarm van de Nieuwe Vaart, het water benoorden de Zeeburgerdijk, in de Rietlanden.
De Hoop werd in 1660 door Vechter en Cornelisz Jansz gebouwd. De eerste molen met die naam brandde in 1812 af, maar werd twaalf jaar later herbouwd. Het was een molen van het type bovenkruier, een molen die gebouwd is om zwaar werk te verrichten, dus om ook het zwaarste hout te kunnen verwerken. De situering van de molens was voor die tijd zeer gunstig. Relatief hoog gelegen vingen ze voldoende wind. Op hun plek tussen het IJ en Amsterdam waren er goede mogelijkheden voor het vervoer van het hout. Het hout kon aangevoerd worden naar de zaagmolensloot, die tevens dienstdeed als balkhaven.
De molens lagen ook gunstig, omdat aan de oostkant van de stad ook het meeste hout nodig was: daar lagen de oude werven van de VOC, het gehele gebied van Kattenburg, Wittenburg en Oostenburg (Oostelijke Eilanden) was ingericht om aan de enorme vraag naar schepen en scheepsmaterialen te kunnen voldoen.
Met het uitbreidingsplan van 1877 kwam er een einde aan de molen. Het terrein werd door de gemeente Amsterdam geclaimd voor het nieuw te bouwen abattoir en de veemarkt. Ondanks verzet werden de molens na een uitspraak van de Hoge Raad in 1882 gesloopt.